# Photograph (sång av Ringo Starr)
Photograph är en poplåt skriven av Ringo Starr och George Harrison. Låten utgavs som singel av Ringo Starr och medtogs också på albumet Ringo 1973. Låten var tillsammans med "It Don't Come Easy" och "You're Sixteen" Starrs största singelhit som soloartist och låg bland annat etta på amerikanska singellistan. 
Låten spelades in i en första version under inspelningarna till George Harrisons album Living in the Material World. Den version som slutligen kom ut spelades in i mars 1973 i studion Sunset Sound Recorders, Los Angeles. George Harrison medverkar även på inspelningen tillsammans med Nicky Hopkins, Bobby Keys, Jim Keltner och Jack Nitzsche. Låten var senare ett av spåren på Starrs första samlingsskiva Blast from Your Past 1975, och döpte även den senare samlingsskivan Photograph: The Very Best of Ringo Starr 2007.
Låten handlar om ett avslutat kärleksförhållande utan hopp om en återförening, där allt sångaren har kvar av partnern är ett enda fotografi.

## Listplaceringar
| Lista (1973-1974) | Position              |
| ----------------- | --------------------- |
| Australien        | 3 (Go Set)            |
| Danmark           | 9 (DR "Tipparaden")   |
| Frankrike         | 30                    |
| Irland            | 15                    |
| Kanada            | 1 (RPM)               |
| Nederländerna     | 4                     |
| Norge             | 6 (VG-lista)          |
| Nya Zeeland       | 4 (NZ Listner)        |
| Schweiz           | 6                     |
| Storbritannien    | 8 (UK Singles Chart)  |
| Sverige           | 2 (Tio i topp)        |
| Spanien           | 3                     |
| USA               | 1 (Billboard Hot 100) |
| Västtyskland      | 5                     |